# Idiofa
Idiofa är ett territorium i Kongo-Kinshasa. Det ligger i provinsen Kwilu, i den centrala delen av landet, 500 km öster om huvudstaden Kinshasa.